# Piccola posta
Pour plus de détails, voir Fiche technique et Distribution.
Piccola posta est un film italien réalisé par Steno, sorti en 1955.

## Synopsis
une comtesse représenté comme autorité sur la revue des femmes.

## Fiche technique
- Titre : Piccola posta
- Réalisation : Steno
- Scénario : Steno, Lucio Fulci et Sandro Continenza
- Photographie : Tonino Delli Colli
- Montage : Giuliana Attenni
- Musique : Raffaele Gervasio
- Pays d'origine : Italie
- Format : Noir et blanc - Mono
- Genre : comédie
- Date de sortie : 1955

## Distribution
- Alberto Sordi : Rodolfo Vanzino
- Franca Valeri : Lady Eva
- Sergio Raimondi : Giorgio Cappelli
- Anna Maria Pancani : Franchina
- Memmo Carotenuto : Ranuccio
- Georges Bréhat : le docteur anglais
- Luciano Salce
- Mario Siletti : le père d'Isabella
- Peppino De Filippo : Pipinuccio Gigliozzi
- Marco Tulli
- Salvo Libassi : chef de la police municipale de Tamburella
- Nicoletta Orsomando : elle-même